# Derby Mazowsza w piłce nożnej
Derby Mazowsza — mecze derbowe pomiędzy drużynami Wisły Płock i Legii Warszawa lub Wisły Płock i Polonii Warszawa.

## Historia derbów Wisły i Legii
Początek derbów pomiędzy Legią Warszawa a Wisłą Płock (wtedy jako Petrochemia Płock) datuje się na rok 1994. Do chwili obecnej w 38 spotkaniach Legia wygrała 24 razy, Wisła Płock 9, a w pięciu meczach padł remis.

### Kluby
| Opis porównawczy klubów                                   | Opis porównawczy klubów                                | Opis porównawczy klubów                                | Opis porównawczy klubów                  |
| --------------------------------------------------------- | ------------------------------------------------------ | ------------------------------------------------------ | ---------------------------------------- |
| Legia Warszawa                                            |                                                        |                                                        | Wisła Płock                              |
| 1916, Kościuchnówka na Wołyniu                            | rok i miejsce założenia                                | rok i miejsce założenia                                | 1947, jako Elektryczność, Płock          |
| 15                                                        | Mistrzostwa Polski                                     | Mistrzostwa Polski                                     | 0                                        |
| 20                                                        | Puchary Polski                                         | Puchary Polski                                         | 1                                        |
| 5                                                         | Superpuchary Polski                                    | Superpuchary Polski                                    | 1                                        |
| 1                                                         | Puchary Ligi                                           | Puchary Ligi                                           | 0                                        |
| 88                                                        | liczba sezonów w Ekstraklasie                          | liczba sezonów w Ekstraklasie                          | 15                                       |
| 1                                                         | liczba sezonów w nieligowych mistrzostwach Polski      | liczba sezonów w nieligowych mistrzostwach Polski      | 0                                        |
| 1.                                                        | miejsce w tabeli wszech czasów Ekstraklasy             | miejsce w tabeli wszech czasów Ekstraklasy             | 22.                                      |
| 3 kwietnia 1927 1:4 z Warszawianką                        | debiut w rozgrywkach o mistrzostwo Polski/Ekstraklasie | debiut w rozgrywkach o mistrzostwo Polski/Ekstraklasie | 11 czerwca 1994 3:0 z Szombierkami Bytom |
| 13                                                        | królowie strzelców Ekstraklasy                         | królowie strzelców Ekstraklasy                         | 0                                        |
| Ekstraklasa                                               | obecny poziom ligowy (2024/2025)                       | obecny poziom ligowy (2024/2025)                       | I liga                                   |
| Stadion Miejski Legii Warszawa im. Marsz. J. Piłsudskiego | stadion                                                | stadion                                                | Stadion im. Kazimierza Górskiego         |
|                                                           | współzałożyciel PZPN                                   |                                                        |                                          |
|                                                           | współzałożyciel Ekstraklasy                            |                                                        |                                          |

### Zestawienie spotkań
| Lp. | Data                 | Gospodarz                          | Zwycięzca | Rozgrywki                 | Wynik | Bilans         |
| --- | -------------------- | ---------------------------------- | --------- | ------------------------- | ----- | -------------- |
| 1   | 22 października 1994 | Legia Warszawa - Petrochemia Płock | Legia     | I liga                    | 3:0   | 1-0-0 (3:0)    |
| 2   | 13 maja 1995         | Petrochemia Płock - Legia Warszawa | –         | I liga                    | 0:0   | 1-1-0 (3:0)    |
| 3   | 15 października 1997 | Petrochemia Płock - Legia Warszawa | Legia     | I liga                    | 1:2   | 2-1-0 (5:1)    |
| 4   | 15 października 1997 | Legia Warszawa - Petrochemia Płock | Legia     | I liga                    | 3:0   | 3-1-0 (8:1)    |
| 5   | 29 sierpnia 1999     | Petro Płock - Legia Warszawa       | Wisła     | I liga                    | 3:1   | 3-1-1 (9:4)    |
| 6   | 8 kwietnia 2000      | Legia Warszawa - Petro Płock       | Legia     | I liga                    | 1:0   | 4-1-1 (10:4)   |
| 7   | 4 listopada 2000     | Legia Warszawa - Orlen Płock       | –         | I liga                    | 1:1   | 4-2-1 (11:5)   |
| 8   | 23 maja 2001         | Orlen Płock - Legia Warszawa       | Wisła     | I liga                    | 1:0   | 4-2-2 (11:6)   |
| 9   | 19 października 2002 | Wisła Płock - Legia Warszawa       | Legia     | I liga                    | 0:2   | 5-2-2 (13:6)   |
| 10  | 11 maja 2003         | Legia Warszawa - Wisła Płock       | Legia     | I liga                    | 3:0   | 6-2-2 (16:6)   |
| 11  | 18 października 2003 | Wisła Płock - Legia Warszawa       | Wisła     | I liga                    | 2:1   | 6-2-3 (17:8)   |
| 12  | 8 maja 2004          | Legia Warszawa - Wisła Płock       | Legia     | I liga                    | 2:0   | 7-2-3 (19:8)   |
| 13  | 20 listopada 2004    | Legia Warszawa - Wisła Płock       | Legia     | Ekstraklasa               | 2:1   | 8-2-3 (21:9)   |
| 14  | 12 czerwca 2005      | Wisła Płock - Legia Warszawa       | –         | Ekstraklasa               | 0:0   | 8-3-3 (21:9)   |
| 15  | 15 października 2005 | Legia Warszawa - Wisła Płock       | Legia     | Ekstraklasa               | 3:0   | 9-3-3 (24:9)   |
| 16  | 15 kwietnia 2006     | Wisła Płock - Legia Warszawa       | Legia     | Ekstraklasa               | 0:1   | 10-3-3 (25:9)  |
| 17  | 22 lipca 2006        | Legia Warszawa - Wisła Płock       | Wisła     | Superpuchar Polski        | 1:2   | 10-3-4 (26:11) |
| 18  | 17 września 2006     | Legia Warszawa - Wisła Płock       | Legia     | Ekstraklasa               | 5:0   | 11-3-4 (31:11) |
| 19  | 26 listopada 2006    | Legia Warszawa - Wisła Płock       | –         | Puchar Ligi, faza grupowa | 0:0   | 11-4-4 (31:11) |
| 20  | 27 lutego 2007       | Wisła Płock - Legia Warszawa       | Legia     | Puchar Ligi, faza grupowa | 0:1   | 12-4-4 (32:11) |
| 21  | 17 kwietnia 2007     | Wisła Płock - Legia Warszawa       | Legia     | Ekstraklasa               | 0:3   | 13-4-4 (35:11) |
| 22  | 23 września 2008     | Wisła Płock - Legia Warszawa       | Legia     | Puchar Polski             | 1:2   | 14-4-4 (37:12) |
| 23  | 30 lipca 2016        | Wisła Płock - Legia Warszawa       | Legia     | Ekstraklasa               | 2:3   | 15-4-4 (40:14) |
| 24  | 2 grudnia 2016       | Legia Warszawa - Wisła Płock       | –         | Ekstraklasa               | 2:2   | 15-5-4 (42:16) |
| 25  | 20 sierpnia 2017     | Wisła Płock - Legia Warszawa       | Legia     | Ekstraklasa               | 0:1   | 16-5-4 (43:16) |
| 26  | 16 grudnia 2017      | Legia Warszawa - Wisła Płock       | Wisła     | Ekstraklasa               | 0:2   | 16-5-5 (43:18) |
| 27  | 9 maja 2018          | Legia Warszawa - Wisła Płock       | Legia     | Ekstraklasa               | 3:2   | 17-5-5 (46:20) |
| 28  | 26 sierpnia 2018     | Legia Warszawa - Wisła Płock       | Wisła     | Ekstraklasa               | 1:4   | 17-5-6 (47:24) |
| 29  | 10 lutego 2019       | Wisła Płock - Legia Warszawa       | Legia     | Ekstraklasa               | 0:1   | 18-5-6 (48:24) |
| 30  | 18 września 2019     | Wisła Płock - Legia Warszawa       | Wisła     | Ekstraklasa               | 1:0   | 18-5-7 (48:25) |
| 31  | 14 grudnia 2019      | Legia Warszawa - Wisła Płock       | Legia     | Ekstraklasa               | 3:1   | 19-5-7 (51:26) |
| 32  | 11 września 2020     | Wisła Płock - Legia Warszawa       | Legia     | Ekstraklasa               | 0:1   | 20-5-7 (52:26) |
| 33  | 20 lutego 2021       | Legia Warszawa - Wisła Płock       | Legia     | Ekstraklasa               | 5:2   | 21-5-7 (57:28) |
| 34  | 24 lipca 2021        | Legia Warszawa - Wisła Płock       | Legia     | Ekstraklasa               | 1:0   | 22-5-7 (58:28) |
| 35  | 12 grudnia 2021      | Wisła Płock - Legia Warszawa       | Wisła     | Ekstraklasa               | 1:0   | 22-5-8 (58:29) |
| 36  | 14 października 2022 | Wisła Płock - Legia Warszawa       | Wisła     | Ekstraklasa               | 2:1   | 22-5-9 (59:31) |
| 37  | 18 października 2022 | Wisła Płock - Legia Warszawa       | Legia     | Puchar Polski             | 0:3   | 23-5-9 (62:31) |
| 38  | 28 kwietnia 2023     | Legia Warszawa - Wisła Płock       | Legia     | Ekstraklasa               | 2:0   | 24-5-9 (64:31) |

## Historia derbów Wisły i Polonii
Derby Wisły z Polonią w lidze odbyły się 41. razy. 13 spotkań zakończyło się zwycięstwem Wisły, 13 remisem i 15 zwycięstwem Czarnych Koszul. Bilans bramkowy 44:50. [Stan na 29.05.2025.]

### Kluby
| Opis porównawczy klubów                            | Opis porównawczy klubów                                    | Opis porównawczy klubów                  | Opis porównawczy klubów |
| -------------------------------------------------- | ---------------------------------------------------------- | ---------------------------------------- | ----------------------- |
| Polonia Warszawa                                   |                                                            | Wisła Płock                              |                         |
| 1911, Warszawa                                     | rok i miejsce założenia                                    | 1947, jako Elektryczność, Płock          |                         |
| 2 (w tym pierwsze powojenne mistrzostwo - 1946)    | Mistrzostwa Polski                                         | 0                                        |                         |
| 2                                                  | Puchary Polski                                             | 1                                        |                         |
| 1                                                  | Superpuchary Polski                                        | 1                                        |                         |
| 1                                                  | Puchary Ligi                                               | 0                                        |                         |
| 31                                                 | liczba sezonów w Ekstraklasie                              | 15                                       |                         |
| 8                                                  | liczba sezonów w nieligowych mistrzostwach Polski          | 0                                        |                         |
| 14.                                                | miejsce w tabeli wszech czasów Ekstraklasy                 | 22.                                      |                         |
| 21 sierpnia 1921 1:0 z Wartą Poznań                | debiut w rozgrywkach o mistrzostwo Polski / w Ekstraklasie | 11 czerwca 1994 3:0 z Szombierkami Bytom |                         |
| 1                                                  | królowie strzelców Ekstraklasy                             | 0                                        |                         |
| I liga                                             | obecny poziom ligowy (2024/2025)                           | I liga                                   |                         |
| Stadion Polonii Warszawa im. gen. K. Sosnkowskiego | stadion                                                    | Stadion im. Kazimierza Górskiego         |                         |
|                                                    | współzałożyciel PZPN                                       |                                          |                         |
|                                                    | współzałożyciel Ekstraklasy                                |                                          |                         |